# Pandava (nhện)
Pandava là một chi nhện trong họ Titanoecidae.

## Các loài
- Pandava andhraca (Patel & Reddy, 1990) – India
- Pandava ganesha Almeida-Silva, Griswold & Brescovit, 2010 – India
- Pandava ganga Almeida-Silva, Griswold & Brescovit, 2010 – India
- Pandava hunanensis Yin & Bao, 2001 – China
- Pandava kama Almeida-Silva, Griswold & Brescovit, 2010 – India
- Pandava laminata (Thorell, 1878) (type species) – Tanzania, Kenya, Madagascar, Sri Lanka to China, New Guinea, Marquesas Is. (introduced into Germany and Hungary)
- Pandava nathabhaii (Patel & Patel, 1975) – India
- Pandava sarasvati Almeida-Silva, Griswold & Brescovit, 2010 – Myanmar, Thailand
- Pandava shiva Almeida-Silva, Griswold & Brescovit, 2010 – India, Pakistan